# Castanopsis curtisii
Castanopsis curtisii là một loài thực vật có hoa trong họ Fagaceae. Loài này được King mô tả khoa học đầu tiên năm 1889.